# Jacinto Guerrero Torres
Jacinto Guerrero Torres (Arandas, Jalisco, 6 de septiembre de 1934-Puebla, 27 de diciembre de 2006) fue el segundo obispo de la Diócesis de Tlaxcala y obispo coadjutor de la misma siendo ordenado sacerdote en el año de 1964 y como obispo en el estado de Tlaxcala de 1990 a 2006. Fue nombrado obispo por el papa Juan Pablo II y ordenado por el mismo papa el 6 de enero de 1991.